# Fórmula Abierta

Fórmula Abierta es un grupo musical salido del concurso Operación Triunfo, formado por cuatro participantes del mismo: Geno (1982), Mireia (1982), Javián (1974), y Àlex (1981-2021).
 En el segundo disco Miguel Ángel Silva, concursante de la segunda edición de OT se sumó, ya que Àlex inició una carrera en solitario (2003). Mireia y Miguel Ángel formaron pareja y tuvieron dos hijos en común. En 2016 los cuatro miembros originales se juntan para una serie de conciertos a lo largo de la geografía española, sobre todo dentro de espectáculos como "Que trabaje Rita" y "Edición Deluxe". En 2017, hacen un comunicado de prensa , donde anuncian su vuelta a la música. A las semanas, anuncian la retirada de Mireia Montávez del grupo por motivos profesionales. 
En 2018, el grupo formado por Geno, Javián y Álex lanza el single "Sin Conexión", y un año después lanzan el single "Si Tú Vuelves". En 2020 tenían previsto lanzar un nuevo single titulado "Contigo Me Quedo", pero la pandemia de Covid-19 retrasó el lanzamiento. Además, Geno decidió abandonar el grupo. La discográfica Sonogrand Music fichó a la exconcursante de OT2 Tessa Bodi para sustituir a Geno, pero el fallecimiento de Álex Casademunt en marzo de 2021 hizo que el proyecto se disolviera, aunque el single "Contigo Me Quedo" se publicó finalmente en julio de 2021. En 2022 Geno Machado decide retomar el grupo, pero Javián rechaza volver, por lo que la discográfica fichó a Verónica Romero (OT1) y Enrique Anaut (OT2) como nuevos integrantes del grupo, que en febrero de 2023 lanzó una nueva versión del mayor éxito del grupo, el single "Te Quiero Más". 

### Actualidad
A finales del invierno de 2023, y durante primavera, verano y otoño de 2023 ofrecerán una gira de conciertos en directo, colaboraciones en TV y radio con motivo de los 20 años de la creación del grupo Fórmula Abierta.
Tras la muerte de Àlex Casademunt en 2021 el grupo está formado por dos vocalistas masculinos y dos vocalistas femeninos surgidos de Operación Triunfo España. Según gira o grabación de disco la formación pude variar pero siempre guardando esta estructura.
- En la actualidad el grupo es formado por:
  - Verónica Romero
  - Enrique Anaut
  - En la actualidad tras la marcha de Geno Machado están buscando a un solista masculino y un solista femenino que hayan participado en Operación Triunfo España para completar Formula Abierta.

## Discografía
| Álbum | Detalles |
| --- | --- |
| Aún hay más                                                                                                   | - Fecha lanzamiento: 7 de junio de 2002 - Discográfica: Vale Music - Formato: CD, Digital - Top 100 álbumes de Promusicae: 3 - Certificación por Promusicae: Disco de Platino |
| La verdad | - Fecha de lanzamiento: 9 de junio de 2003 - Discográfica: Vale Music - Formato: CD, Digital - Top 100 álbumes de Promusicae: 25                                              |
| Fórmula 04 | - Fecha de lanzamiento: 24 de febrero de 2004 - Discográfica: Vale Music - Formato: CD, Digital - Top 100 álbumes de Promusicae: 85                                           |
| Àlex Casademunt, Geno Machado, Javián, Mireia Montávez (2016 Recopilatorio grandes éxitos de Fórmula Abierta) | - Fecha lanzamiento: mayo de 2016 - Discográfica: Universal Music - Formato: CD, Digital                                                                                      |

## Aún hay más
- 1 - Te quiero más
- 2 - Ella (Tu piel morena)
- 3 - Sin ti
- 4 - Siento que te pierdo (Mireia Montávez)
- 5 - Sí al amor (Javián)
- 6 - Mi cruz y mi fe (Geno Machado)
- 7 - Ay morena (Àlex Casademunt)
- 8 - Nadie como tú
- 9 - Mi corazón
- 10 - No critiques más
- 11 - Ay! Amor

## La verdad
- 1 - Hello my friends!
- 2 - Shabadabada
- 3 - Yo no sé
- 4 - Mi alma (Miguel Ángel Silva)
- 5 - Yo pido salsa
- 6 - Todos iguales
- 7 - Tengo un deseo
- 8 - Síguelo (Miguel Ángel Silva y Javián)
- 9 - Amor para siempre (Geno Machado y Mireia Montávez)
- 10 - Te odio, te amo (Geno Machado y Javián)
- 11 - Baila, baila (Mireia Montávez y Miguel Ángel Silva)
- 12 - Toda la noche
- 13 - Hello my friends! (English Version)

## Fórmula 04
- 1 - Qué calor
- 2 - Salsa para vivir
- 3 - Báilame
- 4 - Llévame hasta el cielo
- 5 - Tócame
- 6 - Ven a tu fiesta
- 7 - Ya llegó el carnaval
- 8 - La niña bonita
- 9 - Escapando
- 10 - Enloquéceme
- 11 - Shoop (Mi destino)
- 12 - Un día

## Sencillos
- Te quiero más (2002)
- Mi cruz y mi fe (2002)
- Hello, my friends (2003)
- Yo no sé (2003)
- Ya llegó el carnaval (2004)
- Salsa para vivir (2004)
- Qué calor (2004)
- Sin conexión (2018)[5]
- Si tú vuelves (2019)

## Otros datos
- Las canciones Te quiero más y Hello my friends fueron canciones del verano.
- Te quiero más fue la banda sonora de un anuncio de Pringles.
- Qué calor ha formado parte de la banda sonora de un spot de televisión para una campaña del Ministerio contra los efectos del calor.
- En un primer momento también iba a formar parte del grupo Juan Camus, proyectado como quinteto, pero él dejó la formación para continuar en solitario.